# عبد المحسن فراج القحطاني
عبد المحسن فراج القحطاني (ولد عام 1946م في قرب الرويضة في محافظة القويعية). ناقد وأكاديمي سعودي، رأس نادي جدة الأدبي عام 2006، وصدر له عدد من المؤلفات منها: (بين معيارية العروض وإيقاعية الشعر )، كما صدرت سيرته الذاتية بعنوان (بين منزلتين).

## التعليم
- حاصل على الدكتوراه في الأدب والنقد من جامعة الأزهر عام 1979م.
- حاصل على الماجستير من جامعة الأزهر عام 1393هـ.
- حاصل على البكالوريوس من جامعة الإمام محمد بن سعود الإسلامية عام 1390 – 1391هـ.[6][7]

## العمل والعضويات
- رئيس نادي جدة الأدبي من مارس 2006 إلى عام 2011م.[8][9]
- عمل رئيساً لقسم اللغة العربية في جامعة الملك عبد العزيز.
- عمل عميداً للقبول والتسجيل في جامعة الملك عبد العزيز.[10]

## المؤلفات
| الكتاب                                        | سنة النشر | ملاحظات |
| --------------------------------------------- | --------- | ------- |
| منصور بن إسماعيل الفقيه (ت 306هـ) حياته وشعره | 1981      |         |
| بين معيارية العروض وإيقاعية الشعر             | 1996      | [ 11 ]  |
| القوافي للإربلي: دراسة توثيق                  | 1997      |         |
| شعراء جيل: سرحان - عرب                        | 2006      |         |
| الاختلاف والازدواجية                          | 2014      |         |
| بين منزلتين: سيرة ذاتية (الجزء الأول)         | 2014      |         |
| بين منزلتين: سيرة ذاتية (الجزء الثاني)        | 2019      | [ 12 ]  |